# 6 ноября
6 ноября — 310-й день года (311-й в високосные годы) по григорианскому календарю.
До конца года остаётся 55 дней.
До 15 октября 1582 года — 6 ноября по юлианскому календарю, с 15 октября 1582 года — 6 ноября по григорианскому календарю.
В XX и XXI веках соответствует 24 октября по юлианскому календарю.

## Праздники и памятные дни

### Международные
- ООН — Международный день предотвращения эксплуатации окружающей среды во время войны и вооружённых конфликтов.

### Национальные
- Таджикистан — День Конституции.
- Татарстан — День Конституции[2].
- Финляндия — День шведской культуры[3].

### Религиозные
Католицизм
 — Память Леонарда, отшельника Лиможского (VI век);
 — память блаженной Кристины Стоммельнской.
 Православие
 — Празднование иконы Божьей Матери «Всех скорбящих Радость» (1688 год);
 — память мученика Арефы и с ним 4299 мучеников (523 год);
 — память преподобного Зосимы Верховского (1833 год);
 — память священномучеников Лаврентия (Князева), епископа Балахнинского, Алексия Порфирьева, пресвитера и мученика Алексия Нейдгардта (1918 год);
 — память преподобного Арефы (Митренина), исповедника (1932 год);
 — память священномучеников Иоанна Смирнова и Николая Никольского, пресвитеров (1937 год);
 — память священномученика Петра Богородского, пресвитера (1938 год);
 — память преподобных Арефы (XII век), Сисоя (XIII век) и Феофила (XII—XIII века), затворников Печерских, в Ближних пещерах;
 — память блаженного Елезвоя, царя Ефиопского (около 553—555 годов);
 — память мученицы Синклитикии и двух дочерей её (VI век);
 — память святителя Афанасия, патриарха Цареградского (после 1311 года);
 — память преподобноисповедника Георгия (Карслидиса) (1959 год).

### Именины
- Православные: Лаврентий, Алексей, Иван, Николай[9], Пётр.

## События

### До XIX века
- 1612 — торжественный вход в Московский Кремль князей Трубецкого и Пожарского.
- 1632 — смертельно ранен король Швеции Густав II Адольф («Северный Лев»).
- 1736 — Михаил Ломоносов зачислен в Марбургский университет в Германии.
- 1772 — начало Патрасского сражения между флотами Российской и Османской империй.

### XIX век
- 1813 — на Чильпансингском конгрессе священник Хосе Мария Морелос формально объявил о независимости Мексики от испанской метрополии.
- 1844 — принята конституция Доминиканской Республики.
- 1860 — Авраам Линкольн избран 16-м президентом США от Республиканской партии.
- 1887 — основан шотландский футбольный клуб «Селтик».

### XX век
- 1906 — в Вильнюсе поставлена первая литовская опера «Бируте» М. Пятраускаса.
- 1918 — в городе Тарнобжег провозглашена Тарнобжегская республика.
- 1919 — заключено Зятковское соглашение — договор между командованием Галицкой армии и командованием Добровольческой армии.
- 1923 — в Польше начинается Краковское восстание.
- 1924 — первые в СССР магистральные тепловозы (Щэл1 системы инженера Гаккеля и Ээл2 системы инженера Ломоносова) совершили первую испытательную поездку.
- 1931 — в Москве делегация из Луганска представила правительству первый паровоз серии «Феликс Дзержинский» — самый мощный и сильный серийный грузовой паровоз в истории СССР.
- 1932 — завод «Динамо» выпустил первый электровоз советской конструкции — ВЛ19-01.
- 1935 — первый полёт истребителя «Хоукер Харрикейн».
- 1941 — обращение И. В. Сталина к советскому народу, доклад на торжественном заседании перед парадом войск Красной Армии 7 ноября на Красной площади в Москве.
- 1943
  - Войска 1-го Украинского фронта под командованием генерала армии Н. Ф. Ватутина в ходе Киевской наступательной операции освободили от гитлеровских войск Киев.
  - На вооружение Рабоче-Крестьянской Красной Армии принимается самоходно-артиллерийская установка ИСУ-152.
- 1957
  - В Ленинграде, на Марсовом поле, зажгли первый в стране Вечный огонь.
  - В Новосибирске открылось троллейбусное сообщение.
- 1958 — в Астрахани открыт памятник В. И. Ленину.
- 1960 — открыта первая очередь Киевского метрополитена — участок Святошинско-Броварской линии длиной 5,2 км с 5 станциями: Вокзальная, Университет, Крещатик, Арсенальная, Днепр.
- 1967 — вступил в строй первый по классификации Главного Штаба ВМФ ракетный подводный крейсер стратегического назначения.
- 1975
  - Группа «Sex Pistols» дала свой первый концерт в художественной школе Святого Мартина.
  - Основан город Саяногорск.
- 1982
  - Началась полярная экспедиция газеты «Советская Россия», участники которой совершили самый длительный переход в истории арктических путешествий — 10 тыс. км.
  - Открыты станции Киевского метрополитена — Минская и Героев Днепра.
- 1985 — открыта станция «Пражская» Московского метрополитена.
- 1986 — столкновение двух пассажирских поездов на станции Користовка, 44 погибших.
- 1987 — открыта станция Киевского метрополитена Ленинская (ныне Театральная).
- 1991
  - В Кувейте потушена последняя нефтяная скважина, подожжённая иракскими оккупантами. День стал национальным праздником Кувейта.
  - Указом президента РСФСР прекращена деятельность КПСС и КП РСФСР.
- 1995 — выпущен последний альбом группы «Queen» с участием Фредди Меркьюри.
- 1999 — состоялись выборы в Высшее собрание Таджикистана (высший законодательный орган).

### XXI век
- 2002 — катастрофа Fokker 50 под Нидеранвеном.
- 2004 — два штурмовика Су-25 с белорусско-ивуарийскими экипажами нанесли удар по французской базе в Буаке.
- 2005 — перенос столицы Мьянмы в Нейпьидо.
- 2008 — во Владикавказе совершён террористический акт.
- 2009 — произошла авиакатастрофа Ту-142 над Татарским проливом.
- 2012
  - Президент США Барак Обама был переизбран на второй срок.
  - 50-летняя Тэмми Болдуин стала первым открытым гомосексуалом, избранным в Сенат США.
- 2024 — 45-й президент США Дональд Трамп одержал победу на выборах, став вторым президентом в истории США после Гровера Кливленда, кому удалось одержать победу на двух выборах с перерывом между ними.

## Родились

### До XIX века
- 15 — Агриппина Младшая (ум. 59), жена римского императора Клавдия, мать Нерона.
- 1479 — Хуана I Безумная (ум. 1555), королева Кастилии (1504—1555).
- 1494 — Сулейман I Великолепный (ум. 1566), 10-й султан Османской империи (с 1520), халиф (с 1538).
- 1661 — Карл II Зачарованный (ум. 1700), король Испании (1665—1700), последний представитель дома Габсбургов на испанском престоле.
- 1771 — Иоганн Алоиз Зенефельдер (ум. 1834), немецкий литератор, актёр и типограф, изобретатель литографии.
- 1787 — Вук Караджич (ум. 1864), сербский филолог, историк, составитель сербского словаря.
- 1794 — Константин Тон (ум. 1881), российский архитектор.

### XIX век
- 1814 — Адольф Сакс (ум. 1894), бельгийский мастер музыкальных инструментов, создатель саксофона.
- 1818 — Павел Мельников-Печерский (ум. 1883), русский писатель.
- 1825 — Шарль Гарнье (ум. 1898), французский архитектор.
- 1835 — Чезаре Ломброзо (ум. 1909), итальянский психиатр и антрополог.
- 1851 — Чарльз Генри Доу (ум. 1902), американский журналист, сооснователь Dow Jones & Company, создатель Промышленного индекса Доу Джонса.
- 1852 — Дмитрий Мамин-Сибиряк (ум. 1912), русский писатель-прозаик и драматург.
- 1854 — Джон Филип Суза (ум. 1932), американский композитор и дирижёр, «король марша».
- 1858 — Каран д’Аш (наст. имя Эммануил Яковлевич Пуаре, ум. 1909), французский художник-карикатурист.
- 1861 — Джеймс Нейсмит (ум. 1939), канадско-американский преподаватель физкультуры, в 1891 г. придумавший баскетбол.
- 1865 — Дмитрий Прянишников (ум. 1948), русский советский агрохимик и физиолог растений, академик, Герой Социалистического Труда.
- 1880 — Роберт Музиль (ум. 1942), австрийский писатель, драматург и эссеист.

### XX век
- 1904
  - Михаил Садовский (ум. 1994), советский и российский геофизик-сейсмолог, академик АН СССР.
  - Михаил Батурин (ум. 1978), советский разведчик.
- 1907 — Владимир Рапопорт (наст. имя Вульф Рапопорт; ум. 1975), советский кинооператор и кинорежиссёр.
- 1911 — Павел Лисициан (ум. 2004), российский и армянский оперный и камерный певец, народный артист СССР.
- 1915 — Александр Соболев (ум. 1986), советский поэт, прозаик, журналист, автор слов песни «Бухенвальдский набат».
- 1917 — Шараф Рашидов (ум. 1983), первый секретарь ЦК Компартии Узбекской ССР (1959—1983).
- 1921 — Джеймс Рамон Джонс (ум. 1977), американский писатель.
- 1922 — Александр Големба (наст. фамилия Рапопорт; ум. 1979), советский поэт и переводчик.
- 1927 — Марти Павелич (ум. 2024), канадский хоккеист, нападающий; провёл 10 сезонов в НХЛ («Детройт Ред Уингз»). Четырёхкратный обладатель Кубка Стэнли (1950, 1952, 1954, 1955).
- 1931
  - Питер Коллинз (погиб в 1958), британский автогонщик, пилот «Формулы-1».
  - Майк Николс (урожд. Михаил Игорь Пешковский; ум. 2014), американский режиссёр театра и кино, писатель, продюсер, комик и актёр, лауреат премий «Оскар», «Золотой глобус», «Эмми» и др. наград.
- 1933 — Кнут Йоханнесен, норвежский конькобежец, двукратный олимпийский чемпион.
- 1936 — Эмиль Лотяну (ум. 2003), молдавский, советский и российский кинорежиссёр, сценарист, поэт, народный артист РСФСР.
- 1938 — Владимир Жариков (ум. 2024), советский и российский каскадёр, актёр, поэт и прозаик, основатель первой в СССР неофициальной школы каскадёрского мастерства.
- 1940 — Алла Сурикова, советский и российский кинорежиссёр, сценарист, педагог, народная артистка РФ.
- 1943 — Саша Соколов, русский писатель, эссеист и поэт, эмигрант.
- 1946
  - Анатолий Васильев, советский и российский актёр театра и кино, народный артист РФ.
  - Салли Филд, американская актриса, певица, режиссёр и продюсер, обладательница премий «Оскар», «Золотой глобус» и др.
- 1947 — Геннадий Селезнёв (ум. 2015), российский политик, председатель Госдумы II и III созывов.
- 1948
  - Гленн Фрай (ум. 2016), американский музыкант, певец и автор песен, сооснователь рок-группы Eagles.
  - Роберт Хюбнер (ум. 2025), сильнейший немецкий шахматист, гроссмейстер.
- 1955 — Мария Шрайвер, американская журналистка и публицист, бывшая жена Арнольда Шварценеггера.
- 1960
  - Мехмет Оз, американский врач турецкого происхождения, ведущий телепередачи «Шоу доктора Оз».
  - Арвидас Янонис, советский и литовский футболист, олимпийский чемпион (1988).
- 1963
  - Джонна Ли, американская актриса кино и телевидения, художница и скульптор.
  - Розз Уильямс (при рожд. Роджер Ален Пейнтер; покончил с собой в 1998), американский музыкант, участник Christian Death, Shadow Project и др. групп.
- 1965 — Марина Хлебникова, советская и российская эстрадная певица и телеведущая.
- 1966
  - Зоя Буряк, советская и российская актриса театра, кино и дубляжа.
  - Питер Делуиз, американский актёр кино и телевидения, режиссёр, продюсер и сценарист.
- 1968
  - Дмитрий Комарь (погиб 1991), один из трёх погибших защитников Белого дома во время августовского путча 1991 года. Герой Советского Союза (1991, посмертно).
  - Келли Разерфорд, американская актриса кино и телевидения.
- 1970 — Итан Хоук, американский актёр кино и телевидения, писатель, режиссёр.
- 1971
  - Александр Носик, российский актёр театра и кино, телеведущий и педагог.
  - Лора Флессель-Коловиц, французская фехтовальщица-шпажистка и политик, двукратная олимпийская чемпионка (1996), 6-кратная чемпионка мира, чемпионка Европы, министр спорта Франции (2017—2018).
- 1972
  - Тэнди Ньютон, британская актриса, обладательница премий BAFTA, «Эмми».
  - Ребекка Ромейн, американская актриса и бывшая модель.
- 1973 — Сьюзан Дауни, американский кинопродюсер, жена актёра Роберта Дауни-младшего.
- 1974 — Зоуи Маклеллан, американская телевизионная актриса.
- 1978 — Яна Чурикова, российская телеведущая, журналистка, общественный деятель, продюсер, актриса.
- 1979 — Ламар Одом, американский баскетболист, двукратный чемпион НБА, чемпион мира (2010).
- 1983 — Николь Хосп, австрийская горнолыжница, трёхкратная чемпионка мира (2007, 2013 и 2015).
- 1987
  - Ана Иванович, сербская теннисистка, бывшая первая ракетка мира.
  - Никколо Камприани, итальянский стрелок из винтовки, трёхкратный чемпион Европы и Олимпийских игр, чемпион мира.
- 1988
  - Кончита Вурст (наст. имя Томас Нойвирт), австрийский поп-певец и дрэг-квин, победитель конкурса «Евровидение-2014».
  - Эмма Стоун, американская актриса, обладательница премий «Оскар», «Золотой глобус» и др. наград.
- 1990 — Андре Шюррле, немецкий футболист, чемпион мира (2014).
- 1997 — Хиро Файнс-Тиффин, английский актёр, модель и продюсер.
- 1999 — Роберт Финк, американский пловец, двукратный олимпийский чемпион (2020), чемпион мира (2022).

## Скончались

### До XIX века
- 1672 — Генрих Шютц (р. 1585), немецкий композитор, органист, капельмейстер.
- 1698 — Иоганн Карл Лот (р. 1632), немецкий исторический живописец и график.

### XIX век
- 1822 — Клод Луи Бертолле (р. 1748), французский химик.
- 1836 — Карл X (р. 1757), король Франции (1824—1830), последний представитель династии Бурбонов.
- 1855 — Василий Давыдов (р. 1792), русский офицер, поэт-декабрист.
- 1856 — Пётр Киреевский (р. 1808), русский писатель, переводчик, фольклорист и археограф.
- 1887 — Эжен Потье (р. 1816), французский революционер и поэт, автор слов гимна «Интернационал».
- 1893 — Пётр Чайковский (р. 1840), русский композитор, педагог, дирижёр, музыкальный критик.

### XX век
- 1905 — Джордж Уильямс (р. 1821), английский педагог, основатель молодёжной христианской организации YMCA.
- 1912 — Николай Лысенко (р. 1842), композитор, пианист, дирижёр, педагог, собиратель фольклора, основатель украинской композиторской школы.
- 1933 — Борис Петропавловский (р. 1898), один из организаторов разработок ракетной техники в СССР.
- 1938 — расстрелян Касым Тыныстанов (р. 1901), киргизский поэт, учёный, государственный деятель, основоположник киргизской письменности на основе латинского алфавита.
- 1941
  - Морис Леблан (р. 1864), французский писатель.
  - повешен Александр Чекалин (р. 1925), юный советский партизан-разведчик, Герой Советского Союза (посмертно).
- 1944 — Йонас Шлюпас (р. 1861), литовский общественный деятель, публицист, историк, литературный критик.
- 1964 — Самуил Самосуд (р. 1884), дирижёр, педагог, виолончелист, народный артист СССР.
- 1965 — Эдгар Варез (р. 1883), французский и американский композитор, один из пионеров электронной и конкретной музыки.
- 1968 — Шарль Мюнш (р. 1891), французский дирижёр и скрипач.
- 1975
  - Елизавета Гердт (р. 1891), российская и советская балерина, балетный педагог.
  - Аннет Келлерман (р. 1886), австралийская спортсменка и актриса, первой снявшаяся в фильме полностью обнажённой.
- 1989 — Николай Горлов (р. 1908), актёр театра и кино, заслуженный артист РСФСР.
- 1991 — Вениамин Александров (р. 1937), советский хоккеист, двукратный олимпийский чемпион, 4-кратный чемпион мира.
- 1994 — Леонид Лиходеев (наст. фамилия Лидес; р. 1921), советский писатель, поэт и драматург, сатирик.
- 1998 — Борис Штерн (р. 1947), советский и украинский писатель-фантаст.
- 2000
  - Владимир Медейко (р. 1915), советский инженер-метростроитель.
  - Стефания Станюта (р. 1905), белорусская актриса театра и кино, народная артистка СССР.

### XXI век
- 2009 — Геннадий Литаврин (р. 1925), советский и российский историк, академик РАН.
- 2012
  - Эдуард Кругляков (р. 1934), советский и российский учёный-физик, академик РАН.
  - Горимир Чёрный (р. 1923), советский и российский учёный-механик, академик АН СССР и РАН.
- 2014 — Виктор Костецкий (р. 1941), советский и российский актёр театра и кино, заслуженный артист РСФСР и театральный педагог.
- 2015 — Ицхак Навон (р. 1921), 5-й президент Израиля (1978—1983).
- 2019 — Лев Аннинский (р. 1934), советский и российский литературовед и литературный критик.
- 2020 — Михаил Жванецкий (р. 1934), советский и российский писатель-сатирик, исполнитель собственных литературных произведений, киносценарист, телеведущий, актёр, народный артист РФ.

## Приметы
Со дня иконы Божией Матери «Всех скорбящих Радость», ноябрьские ночи до снегу темны.
День Арефы. Русский светец — отрада девиц. Девицы собирались прясть, а всякий юноша на Арефу о светце задумывал. Считалось, что при свете лучины, выкованные узоры, травы и птицы, как бы подсказывали девице о душе суженого, о любви.